# Rajinovci
Rajinovci (Rajnovci) so naselje v občini Bihać, Bosna in Hercegovina. 

## Deli naselja
Radaci, Rajinovci in Žabica.

## Prebivalstvo
| Pregled števila prebivalcev po letih | Pregled števila prebivalcev po letih | Pregled števila prebivalcev po letih | Pregled števila prebivalcev po letih | Pregled števila prebivalcev po letih | Pregled števila prebivalcev po letih |
| ------------------------------------ | ------------------------------------ | ------------------------------------ | ------------------------------------ | ------------------------------------ | ------------------------------------ |
| 1948                                 | 1953                                 | 1961                                 | 1971                                 | 1981                                 | 1991                                 |
| -                                    | -                                    | -                                    | 312                                  | 287                                  | 216                                  |

| Narodna sestava prebivalstva po letih                                                                                      | Narodna sestava prebivalstva po letih                                                                                        | Narodna sestava prebivalstva po letih                                                                                      |
| --- | --- | --- |
| 1971 | 1981 | 1991 |
| . skupaj: 312 Srbi 304 (97,43 %) Muslimani 3 (0,96 %) Hrvati 1 (0,32 %) Jugoslovani 2 (0,64 %) drugi in neznano 2 (0,64 %) | . skupaj: 287 Srbi 248 (86,41 %) Muslimani 6 (2,09 %) Hrvati 1 (0,34 %) Jugoslovani 32 (11,14 %) drugi in neznano 0 (0,00 %) | . skupaj: 216 Srbi 205 (94,90 %) Hrvati 0 (0,00 %) Muslimani 0 (0,00 %) Jugoslovani 9 (4,16 %) drugi in neznano 2 (0,92 %) |